# Tristan da Silva

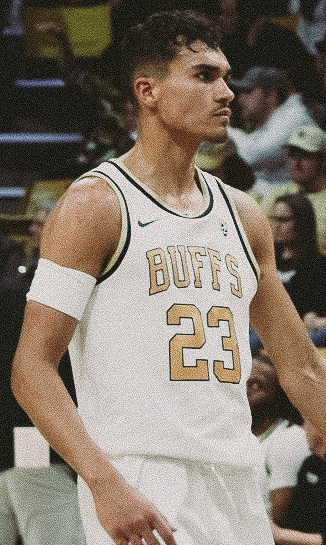
Tristan da Silva, 2024.

Tristan da Silva, född 15 maj 2001 i München i Tyskland, är en tysk-brasiliansk professionell basketspelare (SF/PF) som spelar för Orlando Magic i National Basketball Association (NBA).
Han draftades av Orlando Magic i första rundan i 2024 års draft som 18:e spelare totalt.
Innan da Silva blev proffs studerade han vid University of Colorado Boulder och spelade för universitetets idrottsförening Colorado Buffaloes.